# Албини, Жуниор
Жу́ниор Алби́ни (порт.-браз. Júnior Albini; род. 15 марта 1991, Паранагуа) — бразильский боец смешанного стиля, представитель тяжёлой весовой категории. Выступает на профессиональном уровне начиная с 2009 года, известен по участию в турнирах бойцовской организации UFC, владел титулом чемпиона Aspera FC в тяжёлом весе.

## Биография
Жуниор Албини родился 15 марта 1991 года в муниципалитете Паранагуа штата Парана, Бразилия. В возрасте тринадцати лет, чтобы избавиться от лишнего веса, начал заниматься боксом. Позже освоил бразильское джиу-джитсу и лута-ливри, получив в этих дисциплинах коричневый и пурпурный пояса соответственно.

### Начало профессиональной карьеры
Дебютировал в смешанных единоборствах на профессиональном уровне в августе 2009 года, выиграл у своего соперника техническим нокаутом в первом же раунде. С переменным успехом дрался в небольших бразильских промоушенах, в период 2014—2016 годов выступал преимущественно в организации Aspera Fighting Championship, где одержал в общей сложности шесть побед, в том числе завоевал и защитил титул чемпиона в тяжёлой весовой категории.

### Ultimate Fighting Championship
Имея в послужном списке 13 побед и только два поражения, Албини привлёк к себе внимание крупнейшей бойцовской организации мира Ultimate Fighting Championship и подписал с ней контракт. Впервые вышел в октагон UFC в июле 2017 года, встретившись с американцем Тимоти Джонсоном — выиграл у него техническим нокаутом в первом раунде и заработал бонус за лучшее выступление вечера.
Следующим его соперником стал белорусский ветеран Андрей Орловский — противостояние между ними продлилось все отведённые три раунда, в итоге судьи единогласно отдали победу Орловскому.
В мае 2018 года вышел в клетку против россиянина Алексея Олейника, в первом же раунде попался на «удушение Эзекиела» и вынужден был сдаться.

## Статистика в профессиональном ММА
| Боёв 20  | Побед 14 | Поражений 6 |
| -------- | -------- | ----------- |
| Нокаутом | 6        | 2           |
| Сдачей   | 6        | 3           |
| Решением | 2        | 1           |

| Результат | Рекорд | Соперник                 | Способ                     | Турнир                                 | Дата             | Раунд | Время | Место                    | Примечание                                                 |
| --------- | ------ | ------------------------ | -------------------------- | -------------------------------------- | ---------------- | ----- | ----- | ------------------------ | ---------------------------------------------------------- |
| Поражение | 14-6   | Морис Грин               | TKO (удары руками)         | UFC on ESPN: Ngannou vs. dos Santos    | 29 июня 2019     | 1     | 3:38  | Миннеаполис, США         |                                                            |
| Поражение | 14-5   | Яирзиньо Розенстрёйк     | TKO (удары)                | UFC Fight Night: Assunção vs. Moraes 2 | 2 февраля 2019   | 2     | 0:54  | Форталеза, Бразилия      |                                                            |
| Поражение | 14-4   | Алексей Олейник          | Сдача (удушение Эзекиела)  | UFC 224                                | 12 мая 2018      | 1     | 1:45  | Рио-де-Жанейро, Бразилия |                                                            |
| Поражение | 14-3   | Андрей Орловский         | Единогласное решение       | UFC Fight Night: Poirier vs. Pettis    | 11 ноября 2017   | 3     | 5:00  | Норфолк, США             |                                                            |
| Победа    | 14-2   | Тимоти Джонсон           | TKO (удары руками)         | UFC on Fox: Weidman vs. Gastelum       | 22 июля 2017     | 1     | 2:51  | Юниондейл, США           | Выступление вечера.                                        |
| Победа    | 13-2   | Жозе Родригу Жуэлки      | Единогласное решение       | Aspera FC 43                           | 13 августа 2016  | 3     | 5:00  | Паранагуа, Бразилия      | Защитил титул чемпиона Aspera FC в тяжёлом весе.           |
| Победа    | 12-2   | Иван Вичич               | TKO (удары руками)         | Serbian Battle Championship 10         | 9 июля 2016      | 1     | 0:58  | Бачка-Паланка, Сербия    |                                                            |
| Победа    | 11-2   | Тиагу Кардозу            | KO (удар локтем)           | Aspera FC 38                           | 27 мая 2016      | 3     | 4:45  | Баруэри, Бразилия        | Выиграл вакантный титул чемпиона Aspera FC в тяжёлом весе. |
| Победа    | 10-2   | Паулу Феррейра           | Сдача (скручивание пятки)  | Aspera FC 14                           | 29 ноября 2014   | 1     | 1:12  | Лажис, Бразилия          |                                                            |
| Победа    | 9-2    | Арлей Симети             | Сдача (рычаг локтя)        | Aspera FC 13                           | 2 ноября 2014    | 1     | 2:22  | Итапема, Бразилия        |                                                            |
| Победа    | 8-2    | Диогу Жуаким Силвейра    | KO (удар коленом)          | Aspera FC 11                           | 30 августа 2014  | 1     | 3:37  | Куритибанус, Бразилия    |                                                            |
| Победа    | 7-2    | Бруну Полаку             | Сдача (треугольник руками) | Aspera FC 8                            | 14 июня 2014     | 1     | 0:36  | Паранагуа, Бразилия      |                                                            |
| Победа    | 6-2    | Алисон Висенти           | Единогласное решение       | Smash Fight 3: Rising Stars            | 7 декабря 2013   | 3     | 5:00  | Куритиба, Бразилия       |                                                            |
| Победа    | 5-2    | Жулиу Бизари             | Сдача (треугольник)        | Felino Fight 3                         | 21 сентября 2013 | 1     | 0:42  | Крисиума, Бразилия       |                                                            |
| Поражение | 4-2    | Алберту Эмилиану Перейра | Сдача (треугольник)        | Nitrix Champion Fight 12               | 18 августа 2012  | 2     | 2:42  | Блуменау, Бразилия       |                                                            |
| Поражение | 4-1    | Нелсон Жака              | Сдача (удушение сзади)     | Power Fight Extreme 6                  | 19 ноября 2011   | 2     | 2:53  | Куритиба, Бразилия       |                                                            |
| Победа    | 4-0    | Фернанду Трезину         | TKO (удар коленом)         | Max Fight 9                            | 16 июля 2011     | 1     | 2:01  | Кампинас, Бразилия       |                                                            |
| Победа    | 3-0    | Эвертон Панда            | Сдача (рычаг локтя)        | CM System: Challenger                  | 19 сентября 2010 | 1     | 0:50  | Куритиба, Бразилия       |                                                            |
| Победа    | 2-0    | Маркус Винисиус          | Сдача (треугольник)        | Arena Gold Fights 2                    | 17 июля 2010     | 1     | 3:55  | Куритиба, Бразилия       |                                                            |
| Победа    | 1-0    | Бруну Албоит             | TKO (удары руками)         | Paranaguá Fight 5                      | 7 августа 2009   | 1     | 4:10  | Паранагуа, Бразилия      |                                                            |